# Cutelo de assédio

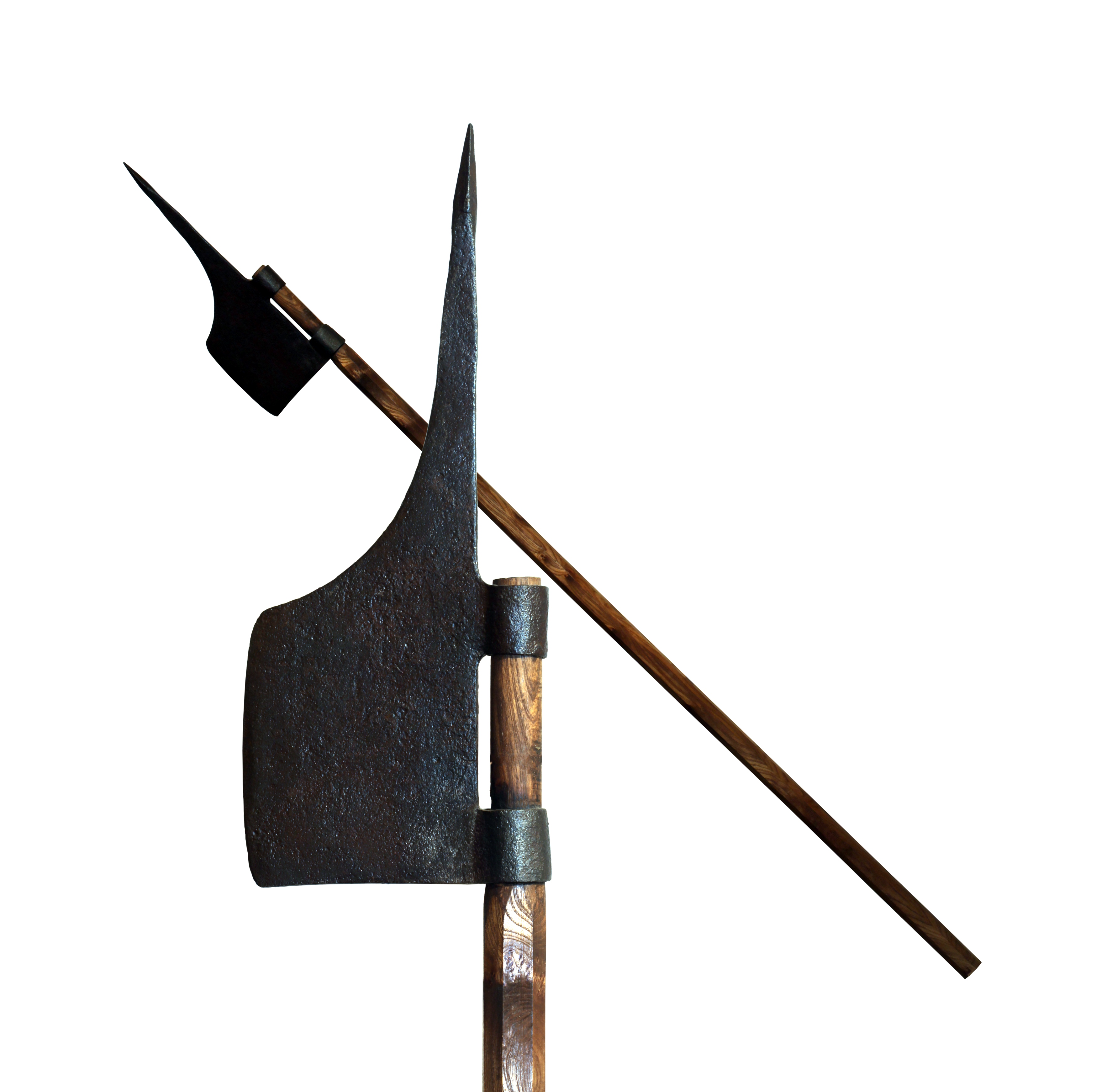
Cutelo de assédio do séc. XIV

O cutelo de assédio, também chamado venábulo de assédio, é uma arma de haste, que surgiu na Alemanha e Suíça nos finais do séc. XIII e que se difundiu pela Europa já na pendência do séc. XIV, caracterizada pela lâmina pesada, parecida com um cutelo, assente num hastil de grande comprimento.

## Feitio

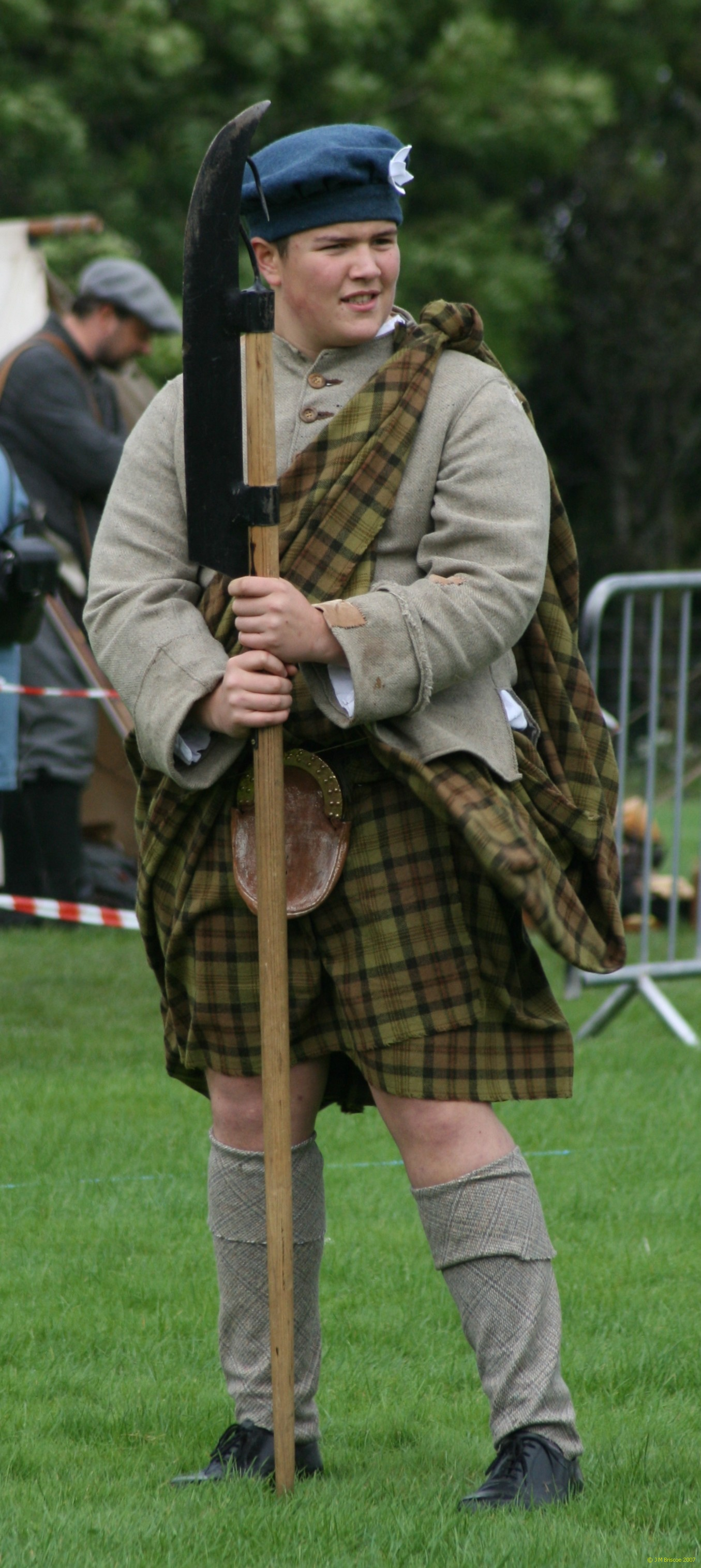
Réplica de uma acha de Lochaber

O cutelo de assédio é composto por uma lâmina, à guisa da lâmina de um cutelo, que encaixa numa haste, ou hastil, de madeira, por meio de duas argolas, nos dois terços inferiores do cutelo, em vez de encastrar no hastil com um soquete único, como acontecia noutras armas de haste, como o espontão.
Por conseguinte, o cutelo de assédio valia-se de uma lâmina bastante larga e pesada, concebida para desferir cutiladas, ou seja golpes corto-contundentes, como os dos machados, e não propriamente talhadas, ou seja golpes estritamente cortantes, como os de uma espada comum, por exemplo.
O hastil mediria cerca de dois metros.

### Variantes
- Cutelo-bisarma: variante tardia do venábulo de assédio, dotada de um ou mais esporões, de feição a poder ser usada para jarretar as pernas dos cavalos ou de se poder enganchar nas armaduras dos cavaleiros, à guisa da bisarma.[6]

- Acha de Lochaber: variante escocesa do venábulo de assédio, pautada pela lâmina mais comprida e estreita, a qual podia rematar num gancho na ponta superior. [8]

## História

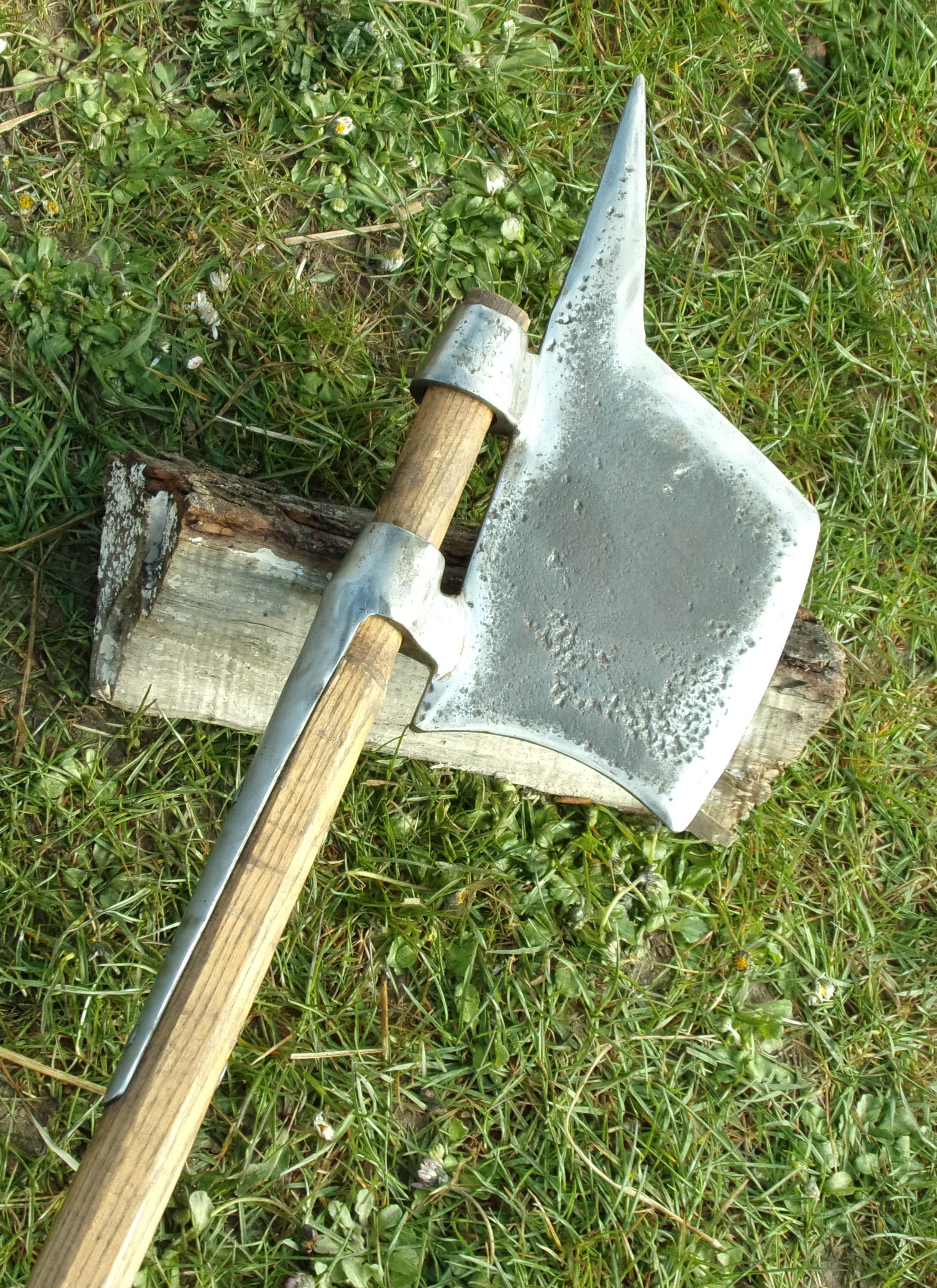
Venábulo de assédio francês

O venábulo de assédio foi das primeiras armas medievais a conhecer grande difusão pelo continente europeu, depois do séc. XI.
Os exemplares originais, que se pautam pela sua grande rudimentaridade, resumem-se a pouco mais do que facões ligados a cabos de madeira, por meio de grossas argolas metálicas, com uma aparência um pouco reminiscente das berdiches bálticas.
Depois de aparecer na Alemanha e na Suíça, já nos finais do séc. XIII, o cutelo de assédio começa a espalhar-se pelos territórios da França, da Itália e pelas zonas sob a influência do  Sacro Império Romano-Germano. A título de exemplo, há representações contemporâneas da batalha de Morgarten, que retratam os mercenários suíços com piques e cutelos de assédio em riste, a investir sobre a cavalaria pesada dos Habsburgos.
No séc. XV, ao passo que, por um lado, o cutelo de assédio empunhado pelos lansquenetes alemães e suíços se começa a transformar nos primeiros protótipos das alabardas, por outro, em França, o cutelo de assédio ganha um novo folgo de popularidade, às mãos de um corpo de infantaria especializado, os «Voulgiers».